# Chardons de Lorraine
Ne doit pas être confondu avec Chardon lorrain.
Les chardons de Lorraine sont des chocolats emplis d’eau-de-vie, principalement confectionnés en Meurthe-et-Moselle, dans la ville de Nancy.

## Histoire
Confectionnés depuis le milieu du XIXe siècle par les confiseurs de Nancy (Lalonde par exemple), les chardons de Lorraine doivent leur nom à leur forme épineuse faisant référence à l’emblème de la ville et de la région, le chardon lorrain.

## Fabrication
La fabrication des chardons de Lorraine utilise la technique dite « à l’amidon ». Cette dernière consiste à cuire un sirop de sucre dans lequel est incorporé de l’alcool (mirabelle, cerise, framboise) qui est coulé après cuisson dans des empreintes d’amidon, afin de permettre l’enfermement de l’alcool dans un noyau de sucre cristallisé, au bout de quelques jours, au contact de l’amidon.
Le tout est ensuite finement enrobé dans une couverture de chocolat dont la coloration indique le type d’alcool que le chardon renferme : le jaune est à la mirabelle, le vert à la chartreuse, le rose à la framboise, le blanc au marc de Lorraine, etc..

## Vente
Les chardons de Lorraine se trouvent aujourd’hui facilement dans les confiseries, certaines pâtisseries et les grandes surfaces de la région, essentiellement en boîte, en ballotin ou en sachet panaché. Plus généralement, des chardons se trouvent chez des chocolatiers dans le reste de la France.

## Spécialité apparentée
Ce dessert est proche de la papaline d'Avignon qui contient de la liqueur d'origan du Comtat.